# Catching Up with Depeche Mode
Catching Up with Depeche Mode är ett samlingsalbum med Depeche Mode, släppt i USA den 11 november 1985.

## Låtlista
1. Dreaming of Me (3:44)
2. New Life (3:44)
3. Just Can't Get Enough (3:36)
4. See You (3:53)
5. The Meaning of Love (3:54)
6. Love, in Itself (3:55)
7. Master and Servant (3:50)
8. Blasphemous Rumours (5:04)
9. Somebody (4:21)
10. Shake the Disease (4:46)
11. Flexible (3:09)
12. It's Called a Heart (3:48)
13. Fly on the Windscreen (5:05)